# پرل (زن‌پوش)
پرل (به انگلیسی: Pearl) زن‌پوش، تهیه‌کننده موسیقی آمریکایی است.